# Peter Sellers
Peter Sellers (născut Richard Henry Sellers n. 8 septembrie 1925, Southsea, Anglia, Regatul Unit – d. 24 iulie 1980, Greater London, Anglia, Regatul Unit) a fost un actor englez de film. Mare comedian, recunoscut pentru interpretările sale speciale, Peter Sellers rămâne în memoria cinematografului mondial pentru rolul său din Un grădinar face carieră (engleză Being There), realizat în 1979, unde a jucat alături de Shirley MacLaine. Pentru personajul Chanse a fost nominalizat în 1980, atât la premiul Oscar pentru cel mai bun actor, cât și la premiile BAFTA, fiind recompensat doar cu Globul de Aur (Golden Globe) pentru cel mai bun actor la categoria film muzical și comedie.

## Filmografie

### Film
- The Black Rose (1950)
- Penny Points to Paradise (1951)
- Let's Go Crazy (1951)
- Burlesque on Carmen (1951)
- Down Among the Z Men (1952)
- Our Girl Friday (1953)
- Orders Are Orders (1954)
- John and Julie (1955)
- Ucigașii de dame (The Ladykillers, 1955)
- The Case of the Mukkinese Battle Horn (1956)
- The Man Who Never Was (1956)
- Insomnia Is Good for You (1957)
- 1957 O moștenire cu bucluc (The Smallest Show on Earth), regia Basil Dearden
- The Naked Truth (1957)
- Dearth of a Salesman (1957)
- Up the Creek (1958)
- Tom Degețel (Tom Thumb, 1958)
- Carlton-Browne of the F.O. (1959)
- Șoricelul se pune cu Elefantul (The Mouse That Roared, 1959)
- I'm All Right Jack (1959)
- Războiul sexelor (The Battle of the Sexes, 1959)
- The Running Jumping & Standing Still Film (1960)
- Never Let Go (1960)
- The Millionairess (1960)
- Two-Way Stretch (1960)
- Mr. Topaze (1961)
- Only Two Can Play (1962)
- Valsul toreadorilor (Waltz of the Toreadors, 1962)
- The Road to Hong Kong (1962)
- Lolita (1962)
- The Dock Brief (aka Trial & Error, 1962)
- The Wrong Arm of the Law (1963)
- Heavens Above! (1963)
- Pantera roz (1963)
- O împușcătură în întuneric (1964)
- Dr Strangelove  (1964)
- Lumea lui Henry Orient (The World of Henry Orient, 1964)
- Carol for Another Christmas (1964)
- Birds, Bees and Storks (1965)
- Ce-i nou, pisicuțo? (What's New Pussycat, 1965)
- The Wrong Box (1966)
- După vulpe (After the Fox, 1966)
- Casino Royale (1967)
- Femeie de șapte ori (Woman Times Seven) 1967
- Matadorul (The Bobo, 1967)
- Petrecerea (1968)
- Te iubesc, Alice B. Toklas (I Love You, Alice B. Toklas, 1968)
- Puterea banilor (The Magic Christian, 1969)
- A Day at the Beach (1970)
- Hoffman (1970)
- Simon Simon (1970)
- There's a Girl in My Soup (1970)
- Where Does It Hurt?	1972)
- Alice în Țara Minunilor (1972) - Iepurașul de martie
- Ghost in the Noonday Sun (1973)
- The Blockhouse (1973)
- The Optimists of Nine Elms (1973)
- Soft Beds, Hard Battles (1974)
- Întoarcerea Panterei Roz (1975)
- The Great McGonagall (1975)
- Pantera Roz contraatacă (1976)
- Cinci detectivi la miezul nopții (Murder by Death, 1976)
- Răzbunarea Panterei Roz (1978)
- Kingdom of Gifts (animație, 1978)
- Un grădinar face carieră (Being There, 1978)
- Prizonierul din Zenda (The Prisoner of Zenda, 1979)
- Complotul doctorului Fu Manchu (1980)
- Pe urmele Panterei Roz (1982)

### TV
Roluri principale
| Emisiune                             | An   | Număr de episoade | Note   |
| ------------------------------------ | ---- | ----------------- | ------ |
| And So to Bentley                    | 1954 | 13                | [ 11 ] |
| The Idiot Weekly, Price 2d           | 1956 | 6                 | [ 11 ] |
| A Show Called Fred                   | 1956 | 5                 | [ 11 ] |
| Son of Fred                          | 1956 | 8                 | [ 12 ] |
| Yes, It's the Cathode-Ray Tube Show! | 1957 | 6                 | [ 12 ] |
| The Telegoons, Seria 1               | 1963 | 11                | [ 13 ] |
| The Telegoons, Seria 2               | 1964 | 15                | [ 13 ] |

Roluri secundare
| Emisiune                  | An        | Număr de episoade | Note          |
| ------------------------- | --------- | ----------------- | ------------- |
| The Steve Allen Show      | 1964      | 1                 | [ 14 ]        |
| Not Only... But Also      | 1965      | 1                 | [ 15 ]        |
| This Is Tom Jones         | 1969      | 1                 | [ 16 ]        |
| Rowan & Martin's Laugh-In | 1969-1970 | 3                 | [ 17 ] [ 18 ] |
| The New Bill Cosby Show   | 1972      | 1                 | [ 19 ]        |
| Sykes                     | 1972      | 1                 | [ 15 ]        |
| Parkinson                 | 1974      | 1                 | [ 20 ]        |
| The Muppet Show           | 1978      | 1                 | [ 21 ]        |